# 罗念生
羅念生（1904年7月12日—1990年4月10日），原名羅懋德，男，四川威远人，近代中国翻译家、古典學家与古希腊文学研究家，被尊为“新中国古典学学脉奠基人”与“中国古希腊文学研究的先驱和奠基人”。
罗念生與王煥生合作譯出荷馬史詩《伊利亞特》，也譯過埃斯庫羅斯等人的悲劇作品、亞里士多德的《詩學》，晚年與水建馥合作，編出中國歷來首部古希臘語詞典（2004年商務印書館出版）。

## 生平
1922年進清華大學，畢業後先到美國俄亥俄大學、哥倫比亞大學、康奈爾大學留學，再到雅典的美國古典學院進修。1934年回國，歷任北京大學、四川大學、武汉大学、清華等校外文系教授，後來調至中國社科院外國文學研究所任研究員。
年青時常常參與文藝活動，在紐約與陳麟瑞、柳無忌等合編《文藝雜誌》，也曾與梁宗岱合編天津《大公報·詩刊》。
1990年病逝於北京。2004年，上海人民出版社出版了一套10冊的《羅念生全集》。